# Корецкий, Богуш
Князь Бо́гуш (Богдан) Фёдорович Коре́цкий (около 1510 — 19 августа 1576, Луцк) — государственный, военный и хозяйственный деятель Великого княжества Литовского и Речи Посполитой XVI века.

## Биография
Представитель западнорусского княжеского рода Корецких. Унаследовал Корец от отца в 1522 году.
В течение жизни занимал ряд важных государственных и военных постов. С 1539 по 1548 годы был старостой житомирским, в 1548—1576 годах — старостой брацлавским и винницким, а с 1560 года — также луцким и звенигородским. В 1572 — 1576 годах служил воеводой волынским.
Крупный землевладелец, сосредоточивший в своих руках огромные поместья, охватывающие практически всю северо-восточную часть Волыни. Неоднократно воевал и судился с соседями—феодалами.
В 1532 г. выкупил принадлежавшую Масальским — Корецким часть центра родовой вотчины г. Корца.
Среди городов и сёл принадлежащих Богушу, был и Золотоноша, первое письменное упоминание о которой в 1576 году встречается в его духовном завещании, где он вспоминает «Золотоношу, которую зовут Глинщина, в воеводстве Киевском расположенную».
Под командой князя Богуша Корецкого находилась оборона поточная. Командуя наёмным войском, он неоднократно с успехом сражался с татарскими нападениями, повторявшимися почти ежегодно. Отличился в походах против ордынцев в 1549—1550, защищая вместе с барским старостой Бернардом Претвичем, южные границы Великого княжества Литовского.
Участник Ливонской войны. В 1564 году сражался под командованием Н. Радзивилла в победоносной для литвинов битве при Чашниках. В 1567 во главе отряда вместе с перешедшим на их сторону князем А. М. Курбским совершил набег на Великие Луки.
Немало усилий Богуш приложил для укрепления форпостов на границе государства. Им были усилены фортификационные сооружения крепости Корец (около 1550), возведён укреплённый замок в Брацлаве (1550), построен второй винницкий замок (1571), закончена реконструкция Житомирского замка. Обновлены арсеналы, набраны свежие подразделения военнослужащих.
В 1538 году Богуш Корецкий основал в селе Городище монастырь во имя Рождества Пресвятой Богородицы. В1557 году он заложил в Корце новый женский Свято-Воскресенский монастырь. Князь заботилися о церквах и монастырях на территории своих владений, основал ряд новых обителей, вводил в них общежительный устав, вносил щедрые пожертвования, в частности, Зимненскому монастырю на Волыни.
В 1569 г. Богуш Корецкий подписал акт присоединения Волыни к Речи Посполитой. Б. Корецкий планировал оставить на винницком старостве своего сына Якима и, даже сделал на этот счёт соответствующее распоряжение, однако после смерти князя Богуша ситуация изменилась коренным образом. Винницкое староство было отдано Юрию Струсю, и Корецкие вынуждены были удовлетвориться на Брацлавщине несколькими небольшими замками.
Похоронен князь в Киево-Печерской лавре. На его надгробии была надпись «Евфимий Богуш Феодоровичь, князь Корецкий, воевода Волынский, староста Луцкий, Брацлавский, Винницкий и Звенигородский, вычеркнутый из списка живых, приказал здесь схоронить его кости».

## Личная жизнь
Князь был дважды женат.
1. Первая жена Анна (ум. 1546), дочь князя Андрея Михайловича Сангушко.
2. Вторая жена Мария Васильевна Чаплич (ум. 1590), в браке с которой родились сыновья:

- Юрий (ум. до 1576)
- Яким (ум. 1612), взявший в жены сестру Яна Кароля Ходкевича Анну (ум. 1626); у них сыновья Самуил, Кароль, дочери Марцибелла, Софья, Елена, Лавиния и Изабелла.